# Rhopalaea crassa
Rhopalaea crassa är en sjöpungsart som först beskrevs av William Abbott Herdman 1880.  Rhopalaea crassa ingår i släktet Rhopalaea och familjen Diazonidae. Inga underarter finns listade i Catalogue of Life.